# Rio Handru
O Rio Handru é um rio da Romênia, afluente do Beznea, localizado no distrito de Bihor.